# ناصر علي
ناصر علي (1 يناير 1959) لاعب هوكي باكستاني كان لاعب في فريق الهوكي الوطني بين عامي 1981-1988.
كان كابتن فريق الهوكي الباكستاني الذي انهى 5 دورات في الألعاب الاولمبية عام 1988 في العاصمة الكورية سيول، ويعد عضوا في الفريق الحائز على الميدالية الذهبية في دورة الألعاب الاولمبية عام 1984 في لوس انجلوس وكان قد توج بحوالي 150 مباراة وسجل 19 هدفا.

## روابط خارجية
- ناصر علي على موقع أوليمبيديا (الإنجليزية)